# Juan Manuel Cobelli
Juan Manuel Cobelli (Rosario, 27 febbraio 1988) è un calciatore argentino, attaccante del Central Córdoba (R).

## Carriera

### Club

#### Newell's, prestito al Santiago Wanderers e ritorno al Newell's
Cresce nelle giovanili del Newell's Old Boys, esordendo in Primera División il 7 ottobre 2007, quando entra al 75' nella vittoria casalinga per 2-1 sull'Independiente In seguito passa in prestito al Santiago Wanderers, in Cile, nel 2008 e ritorna al Newell's Old Boys nel 2009, venendo inserito nella seconda squadra.

#### Deportes Iquique
A gennaio 2010 ritorna in Cile, al Dep. Iquique, in Primera B, la seconda serie cilena. Gioca la sua prima partita il 31 gennaio, giocando titolare nel pareggio per 1-1 sul campo del San Marcos de Arica in campionato. Segna la prima rete il 7 febbraio, sempre in Primera B, nella vittoria casalinga per 2-0 sul Coquimbo Unido. Ottiene 21 apparizioni in campo e 5 gol, vincendo la Copa Chile.

#### Secondo ritorno al Newell's
Nel 2011 ritorna per la seconda volta al Newell's Old Boys, debuttando l'11 febbraio, nel Torneo Final, nella sconfitta in trasferta per 2-1 contro l'Estudiantes (LP), entrando al 56' e segnando il gol della bandiera all' 89'. In 6 mesi di permanenza gioca 6 volte segnando 3 reti.

#### Chacarita Juniors
Nell'estate dello stesso anno passa al Chacarita Juniors, in Primera B Nacional, seconda serie Argentina, esordendo il 17 agosto 2011, entrando al 75' nella sconfitta per 1-0 in trasferta contro il River Plate in campionato. Il 15 marzo 2012 segna la prima rete, quella del momentaneo 1-0 al 61' nella sfida di Copa Argentina in casa con il San Lorenzo, persa per 4-2 ai rigori. Termina con uno score di 21 presenze e 4 gol.

#### Atletico Tucuman
La stagione successiva rimane in Primera B Nacional, trasferendosi all'Atl. Tucumán. Gioca la prima partita il 12 agosto 2012 nella sconfitta per 1-0 sul campo del Crucero (M) in campionato, restando in campo tutta la partita. Segna l'unico gol in 15 presenze in biancoazzurro il 30 marzo 2013 nella vittoria esterna per 1-0 contro il Dep. Merlo in Primera B Nacional.

#### Sud America
Per la stagione 2013-2014 va in Uruguay, al Sud América. Debutta il 18 agosto 2013 nella vittoria per 2-0 in trasferta contro la Juventud alla prima di campionato, partendo dal 1' e segnando il secondo gol al 38'. Gioca in tutto 12 volte, segnando 4 reti.

#### Deportivo Cuenca
A inizio 2014 viene acquistato dal Deportivo Cuenca in Ecuador. Gioca la prima partita il 30 gennaio 2014, giocando tutti i 90 minuti nell'1-1 casalingo in campionato contro l'Independiente del Valle e segnando il momentaneo 1-0 al 18'. Rimane un anno e mezzo giocando 43 partite e segnando 16 gol.

#### Universidad Cesar Vallejo
Nell'estate 2015 passa all'U. César Vallejo, in Perù. Esordisce il 13 settembre, entrando al 68' nella sconfitta per 2-1 in campionato sul campo del Juan Aurich. Il 25 ottobre segna la prima rete, sempre nel Campeonato Descentralizado, realizzando il gol del definitivo 2-1 all'86' in trasferta contro l'Unión Comercio. Termina la stagione con un totale di 13 presenze e 2 gol.

#### PKNS e Taranto
A febbraio 2016 va a giocare in Malaysia, al PKNS, dove rimane 9 mesi, fino a novembre. Dopo essere rimasto svincolato per 3 mesi, il 30 gennaio 2017 si trasferisce per la prima volta in carriera in Europa, in Italia al Taranto, club militante in Lega Pro; sceglie di indossare la maglia numero 10. Debutta con la nuova squadra l'11 febbraio, subentrando all'86º nella partita vinta per 2-0 contro il Foggia. Il 26 aprile, dopo aver collezionato 8 presenze totali con la squadra pugliese (di cui sette in campionato), risolve consensualmente il contratto che lo legava ai rossoblù.

## Statistiche

### Presenze nei club
Statistiche aggiornate al 19 aprile 2017.
| Stagione                | Squadra                 | Campionato              | Campionato | Campionato | Coppe nazionali | Coppe nazionali | Coppe nazionali | Coppe continentali | Coppe continentali | Coppe continentali | Altre coppe | Altre coppe | Altre coppe | Totale | Totale | Totale |
| Stagione                | Squadra                 | Comp                    | Pres       | Reti       | Comp            | Pres            | Reti            | Comp               | Pres               | Reti               | Comp        | Pres        | Reti        | Pres   | Reti   |        |
| ----------------------- | ----------------------- | ----------------------- | ---------- | ---------- | --------------- | --------------- | --------------- | ------------------ | ------------------ | ------------------ | ----------- | ----------- | ----------- | ------ | ------ | ------ |
| 2007-2008               | Newell's Old Boys       | PD                      | 1          | 0          | -               | -               | -               | -                  | -                  | -                  | -           | -           | -           | 1      | 0      |        |
| 2010                    | Dep. Iquique            | PB                      | 20         | 4          | CC              | 1               | 1               | -                  | -                  | -                  | -           | -           | -           | 21     | 5      |        |
| 2010-2011               | Newell's Old Boys       | PD                      | 6          | 3          | -               | -               | -               | -                  | -                  | -                  | -           | -           | -           | 6      | 3      |        |
| Totale Newell's         | Totale Newell's         | Totale Newell's         | 7          | 3          | -               | -               | -               | -                  | -                  | -                  | -           | -           | -           | 7      | 3      |        |
| 2011-2012               | Chacarita Juniors       | PBN                     | 20         | 3          | CA              | 1               | 1               | -                  | -                  | -                  | -           | -           | -           | 21     | 4      |        |
| 2012-2013               | Atl. Tucumán            | PBN                     | 14         | 1          | CA              | 1               | 0               | -                  | -                  | -                  | -           | -           | -           | 15     | 1      |        |
| 2013-gen. 2014          | Sud América             | PD                      | 12         | 4          | -               | -               | -               | -                  | -                  | -                  | -           | -           | -           | 12     | 4      |        |
| gen.-dic. 2014          | Deportivo Cuenca        | A                       | 28         | 14         | -               | -               | -               | -                  | -                  | -                  | -           | -           | -           | 28     | 14     |        |
| gen.-ago. 2015          | Deportivo Cuenca        | A                       | 15         | 2          | -               | -               | -               | -                  | -                  | -                  | -           | -           | -           | 15     | 2      |        |
| Totale Deportivo Cuenca | Totale Deportivo Cuenca | Totale Deportivo Cuenca | 43         | 16         | -               | -               | -               | -                  | -                  | -                  | -           | -           | -           | 43     | 16     |        |
| ago.-dic. 2015          | U. César Vallejo        | CD                      | 11+2       | 1+1        | CI              | 0               | 0               | -                  | -                  | -                  | -           | -           | -           | 13     | 2      |        |
| 2016                    | PKNS                    | MSL                     | ?          | ?          | MC              | 7               | 4               | -                  | -                  | -                  | -           | -           | -           | 7      | 4      |        |
| gen.-apr. 2017          | Taranto                 | LP                      | 7          | 0          | CI-LP           | 1               | 0               | -                  | -                  | -                  | -           | -           | -           | 8      | 0      |        |
| Totale carriera         | Totale carriera         | Totale carriera         | 136        | 33         | -               | 11              | 6               | -                  | -                  | -                  | -           | -           | -           | 147    | 39     |        |

## Palmarès

### Club
- Copa Chile: 1

Dep. Iquique: 2010